# Dunatetétlen
Dunatetétlen es un pueblo ubicado en el distrito de Kalocsa, en el condado de Bács-Kiskun, Hungría.

## Superficie
Posee una superficie de 43,19 kilómetros cuadrados.

## Demografía
Hasta 2019 la población era de 491 habitantes, con una densidad de población de 11,37 habitantes por kilómetro cuadrado.